# سامسونگ اس‌جی‌اچ-جی۶۰۰
سامسونگ اس‌جی‌اچ-جی۶۰۰ یک‌نمونه از گوشی‌های تلفن همراه سری G شرکت سامسونگ می‌باشد  که توسط همین شرکت به بازار عرضه شده‌است.